# جزایر ماریانا

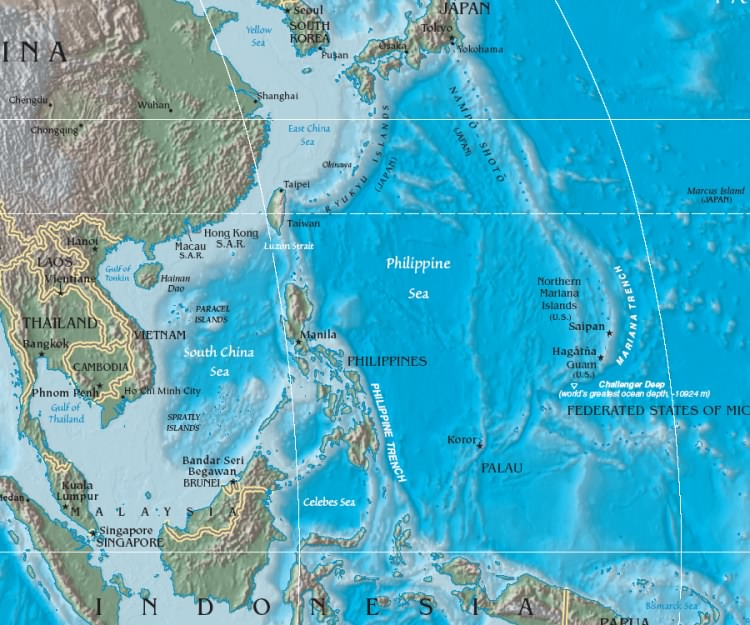
نقشه جزایر ماریانای در سمت راست، در شرق دریای فیلیپین، و در غرب درازگودال ماریانا در کف اقیانوس

جزایر ماریانا در مجموع ۱۰۰۷ کیلومتر مربع مساحت دارند. این جزایر از دو واحد اداری، گوام و جزایر ماریانای شمالی (از جمله جزایر سایپَن، تینیان و روتا) تشکیل شده‌است. جزایر ماریانا یک مجمع‌الجزایر هلالی است که صخره‌های پانزده کوه آتشفشانی عمدتاً خاموش در غرب اقیانوس آرام را تشکیل می‌دهند. این جزایر در جنوب شرقی ژاپن، غرب و جنوب غربی هاوایی، شمال گینهٔ نو و در شرق فیلیپین قرار دارند و مرز شرقی فیلیپین را محدود می‌کنند.
مجمع‌الجزایر ماریانا مشتمل بر ۱۶ جزیره و مساحت کل ۴۵۷ کیلومتر مربع در فاصلهٔ ۲۵۰۰کیلومتری شرق مجمع‌الجزایر فیلیپین و ۳۲۰۰ کیلومتری جنوب ژاپن واقع شده‌است؛ این جزایر در قرن یازدهم میلادی توسط پرتغالی‌ها کشف و بعد از آن به اسپانیایی‌ها فروخته شد. اسپانیائی‌ها در سال ۱۸۹۹ میلادی، آنها را به  آلمان فروختند و مالکیت آلمان‌ها، تا سال ۱۹۱۴، ادامه یافت؛ در این سال امپراتوری ژاپن، با یک حملهٔ نظامی، این جزایر را متصرف شد.
آمریکایی‌ها در سال ۱۹۴۴، طی نبردهای خونینی، ژاپنی‌ها را از این جزایر بیرون راندند و تا سال ۱۹۷۰ بر آن حاکم بودند.